# 9إم133إم كورنت-إم
9إم133إم كورنت-إم (النسخة التصديرية تحمل اسم 9إم133 كورنت-إي إم) وهو صاروخ موجه روسي مضاد للدبابات، هو نسخة محسنة ومطورة من صاروخ 9إم133 كورنت إيه تي جي إم، حيث تم زيادة المدى، وإضافة قدرة أطلق وانس، كما تم تحسين الرأس الحربي.

## المستخدمون
- روسيا:[4][5]
- السعودية:تم نقل التقنية أثناء قمة موسكو في عام 2017، ويصنع من قبل الشركة السعودية للصناعات العسكرية.[6][7]
- الجزائر:[8]
- إيران:[9]
- البحرين:[10]